# The Lost People
The Lost People è un film britannico del 1949 diretto da Muriel Box e Bernard Knowles.